# 浦城土墩墓群
浦城土墩墓群位于中国福建省浦城县仙阳镇管九村和忠信镇上同村、排栅村，因建设黄衢南高速公路，管九村西侧的34座土墩已行抢救性发掘，这是福建地区首次发现土墩墓，对研究土墩墓的演变规律有重要价值，这也是福建一次性出土青铜器最多的考古发现，发掘成果被列为2006年度全国十大考古新发现，并获2006-2007年度国家文物局田野考古三等奖。 2009年浦城土墩墓群被列为福建省文物保护单位。
土墩墓群沿柘溪两岸分布于管九村两侧的社公岗、洋山、麻地尾、晒谷坪、鹭鸶岗，排栅村两侧的新亭子山、吴厝禁山、马面排山、洋沙岭，上同村东侧的凹背山、山瓦场岗、下鸡母山等山丘上，分布面积约130,000平方米。土墩地表隆起大多较明显，平面呈椭圆形、方圆形和圆形，高约1～2米。
2005年1月至2006年12月，福建博物院、福建闽越王城博物馆和浦城县博物馆联合在管九村西侧对部分墓葬进行了抢救性发掘，共发掘34个土墩，计41座墓葬，其中一墩二墓的有4座，余皆一墩一墓。出土遗物300件，其中原始瓷器68件，主要器形有豆、罐、尊、瓮、簋、盂、盘等；印纹陶器146件，主要有罐、簋、豆、尊、盅等；青铜器72件，以短剑、矛为主，还有戈、锛、匕首、刮刀、镞，以及尊、盘、盅形器等。此外，还有玉管饰和石器各7件。根据墓葬形制和出土遗物以及C14测定，这批土墩墓可分为三期：第一期为夏商时期，均出土黑衣陶器和软陶器；第二、三期分别为西周和春秋时期，其中部分墓葬呈西周晚期至春秋早期的过渡状态。

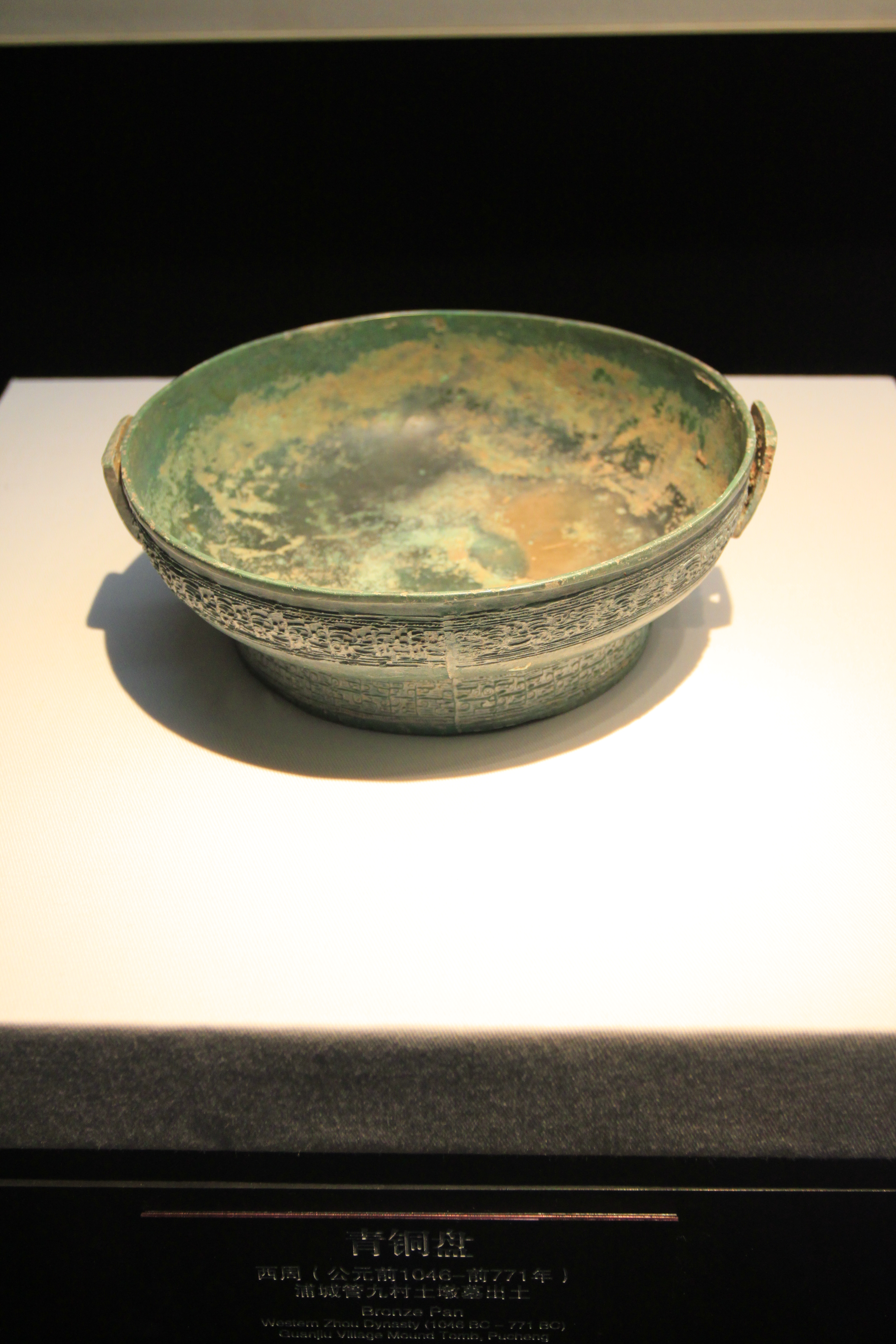
青铜盘
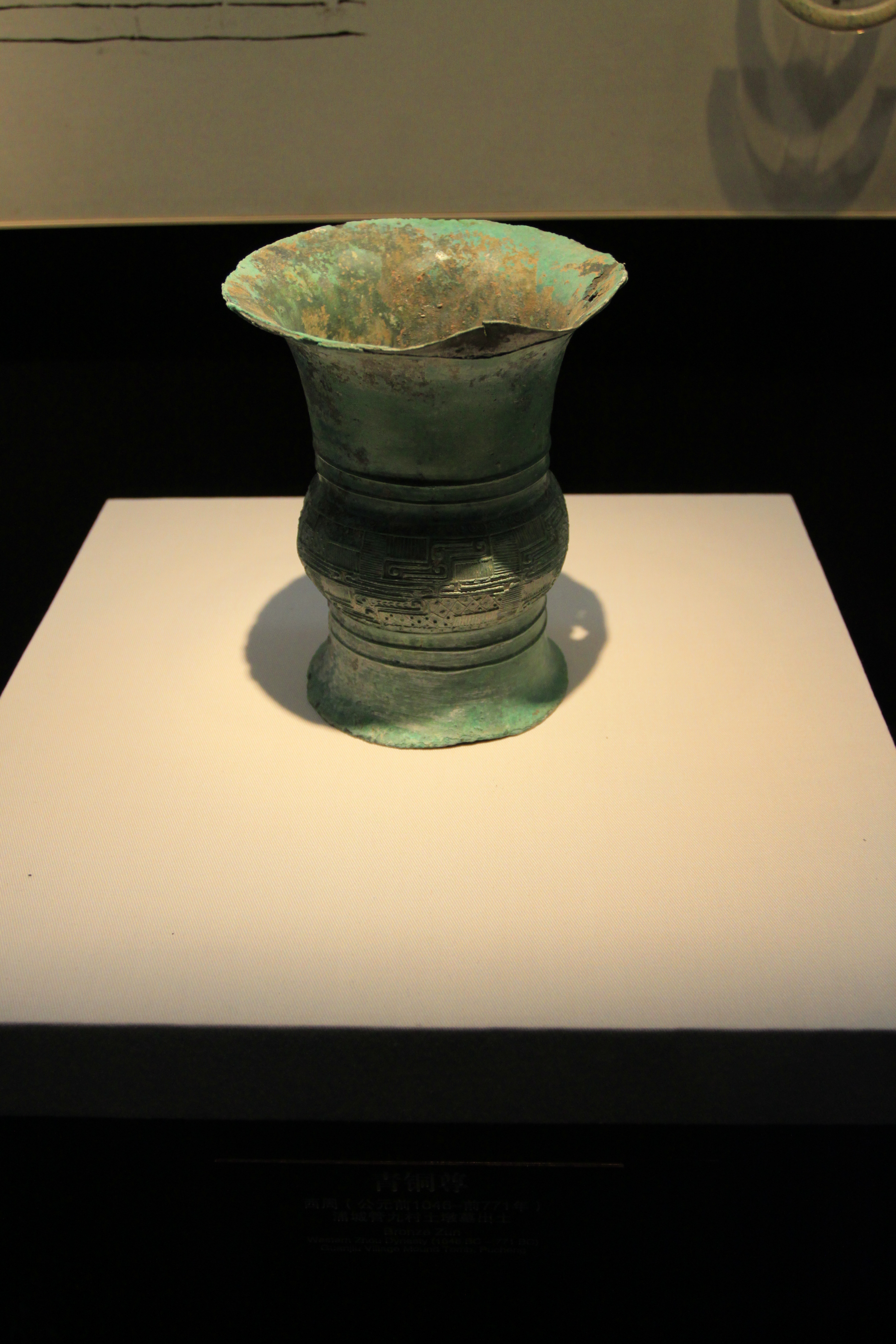
青铜尊
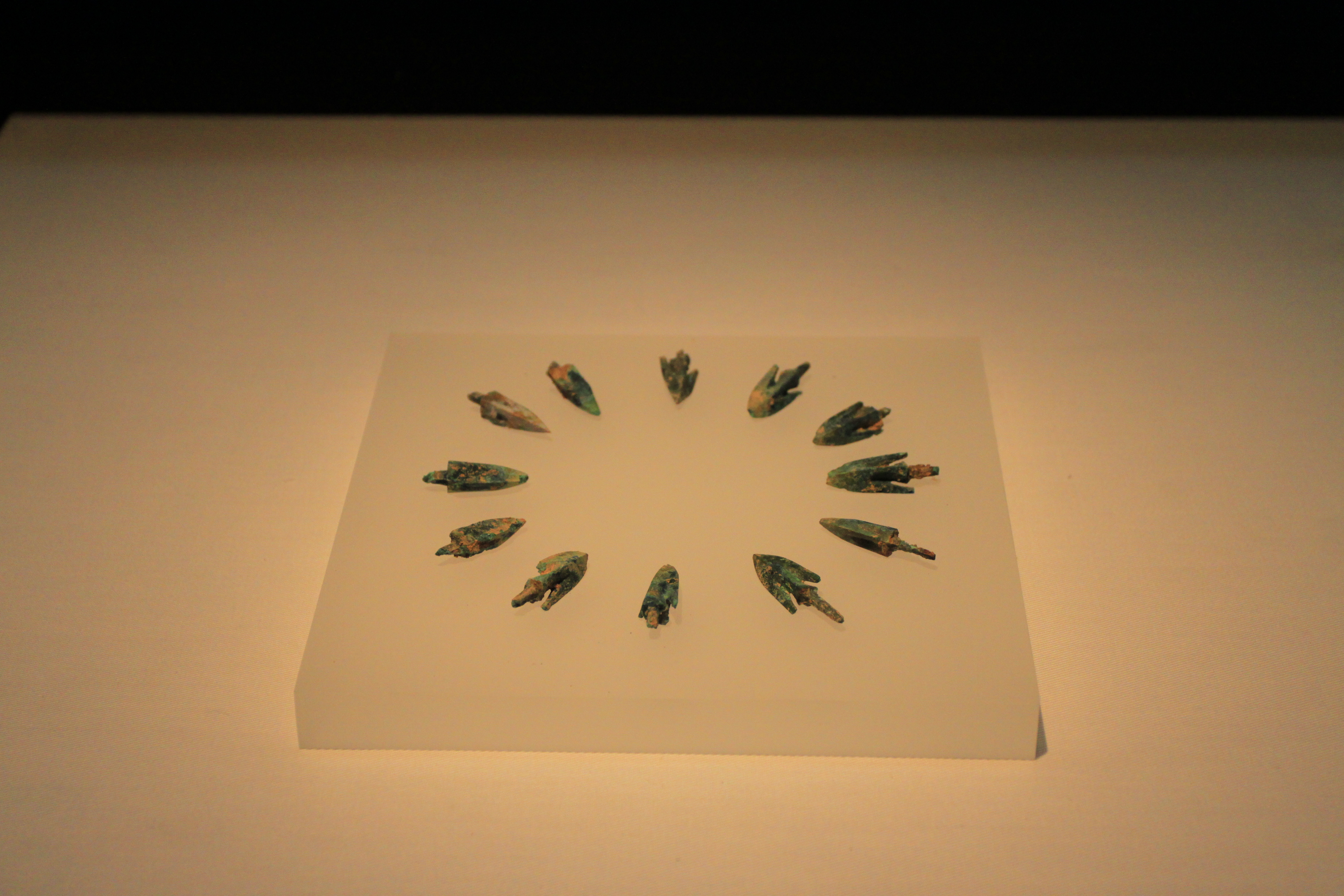
青铜箭镞
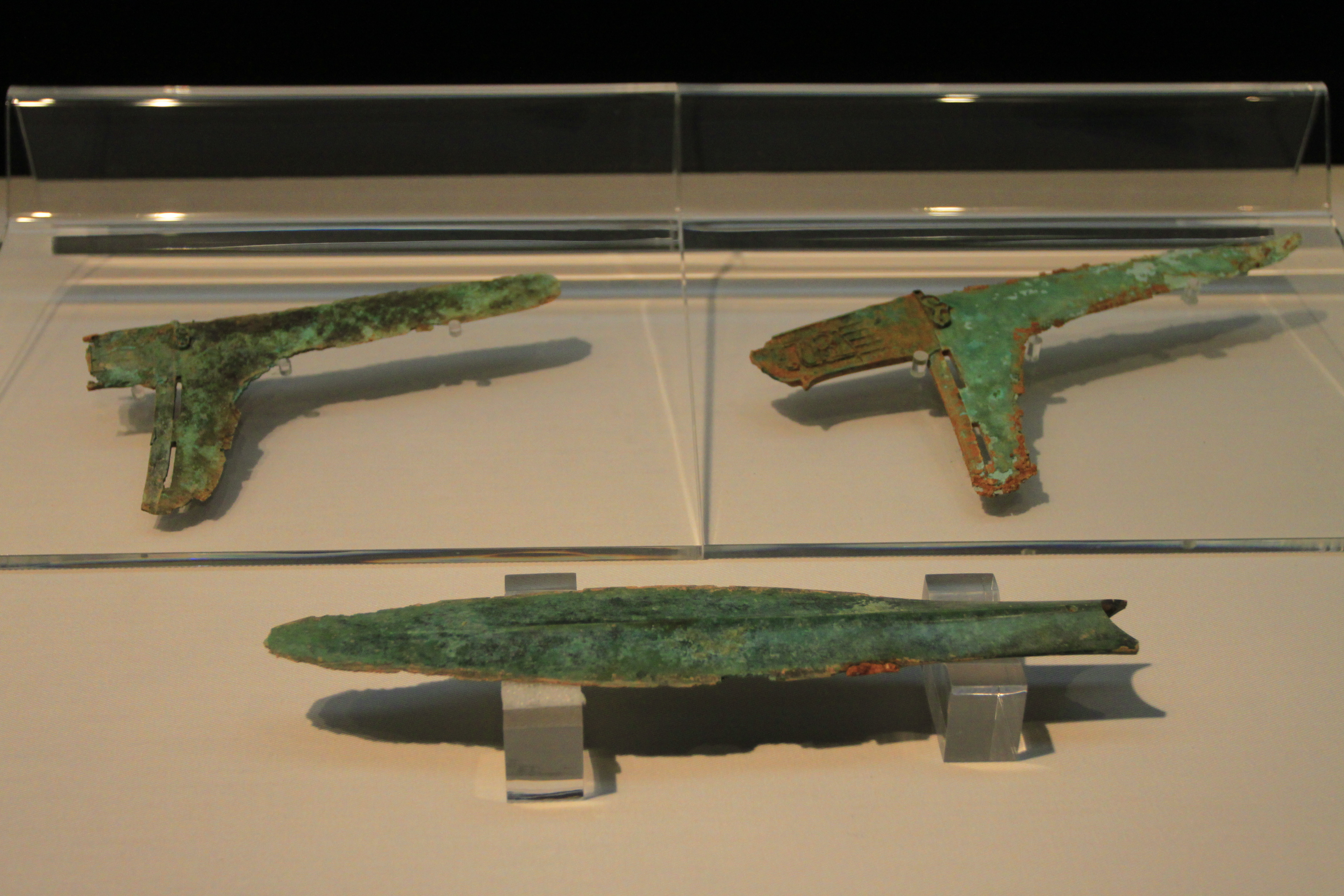
青铜戈
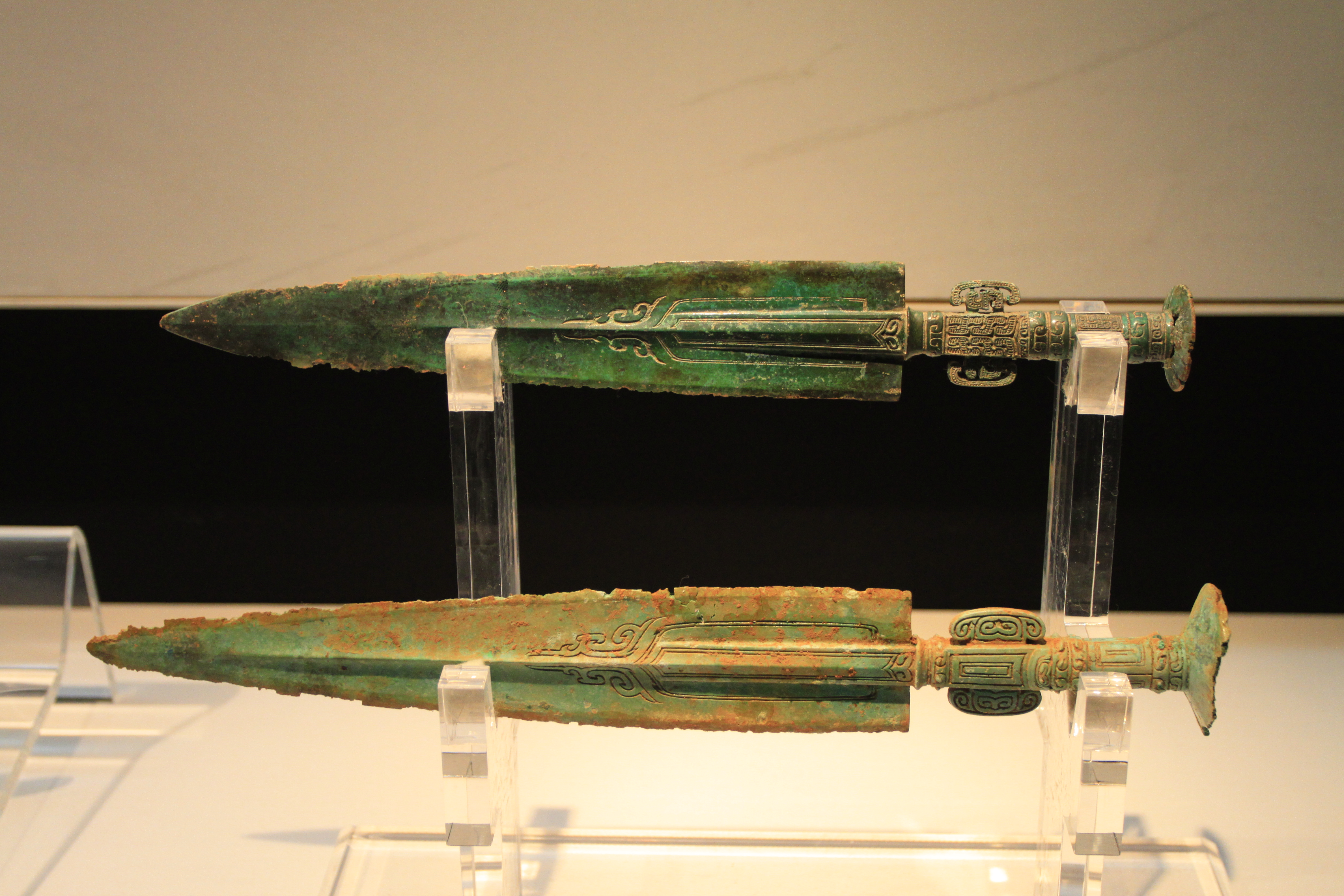
青铜剑